# ニューヨーク市立大学ブルックリン校
ニューヨーク市立大学ブルックリン校(ニョーヨークしりつだいがくブルックリンこう、Brooklyn College of The City University of New York)は、アメリカ合衆国ニューヨーク市ブルックリン区にある公立総合大学である。一般に「ブルックリンカレッジ」と呼ばれる。

## 歴史
1930年に、ニューヨーク市ブルックリン区にニューヨーク市立大学システムの一つとして創立される。

## 教員
- F・マーリー・エイブラハム
- アレン・ギンズバーグ
- アニエスカ・ホランド
- アブラハム・マズロー